# アメリカ合衆国の大学一覧
アメリカ合衆国の高等教育機関の一覧。

## 北部

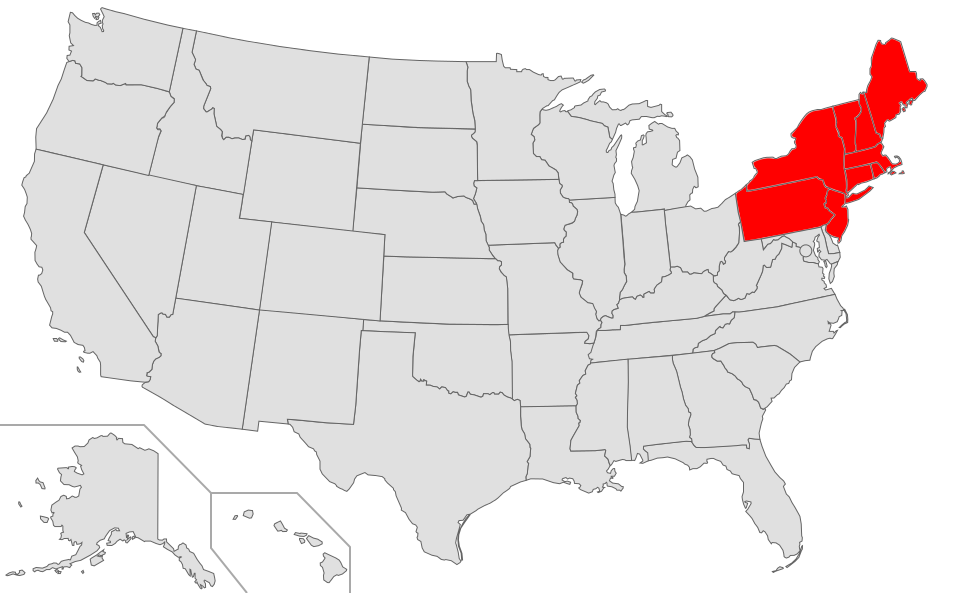
Northeastern United States

- コネチカット州の大学一覧
- メイン州の大学一覧
- マサチューセッツ州の大学一覧
- ニューハンプシャー州の大学一覧
- ニュージャージー州の大学一覧
- ニューヨーク州の大学一覧
- ペンシルバニア州の大学一覧
- ロードアイランド州の大学一覧
- バーモント州の大学一覧

## 中西部

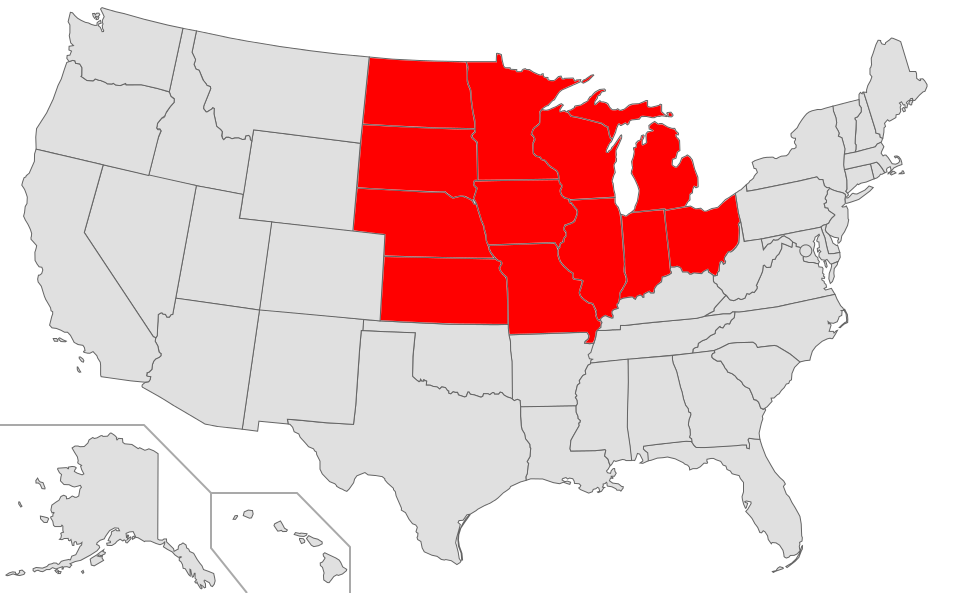
Midwestern United States

- イリノイ州の大学一覧
- インディアナ州の大学一覧
- アイオワ州の大学一覧
- カンザス州の大学一覧
- ミシガン州の大学一覧
- ミネソタ州の大学一覧
- ミズーリ州の大学一覧
- ネブラスカ州の大学一覧
- ノースダコタ州の大学一覧
- オハイオ州の大学一覧
- サウスダコタ州の大学一覧
- ウィスコンシン州の大学一覧

## 南部

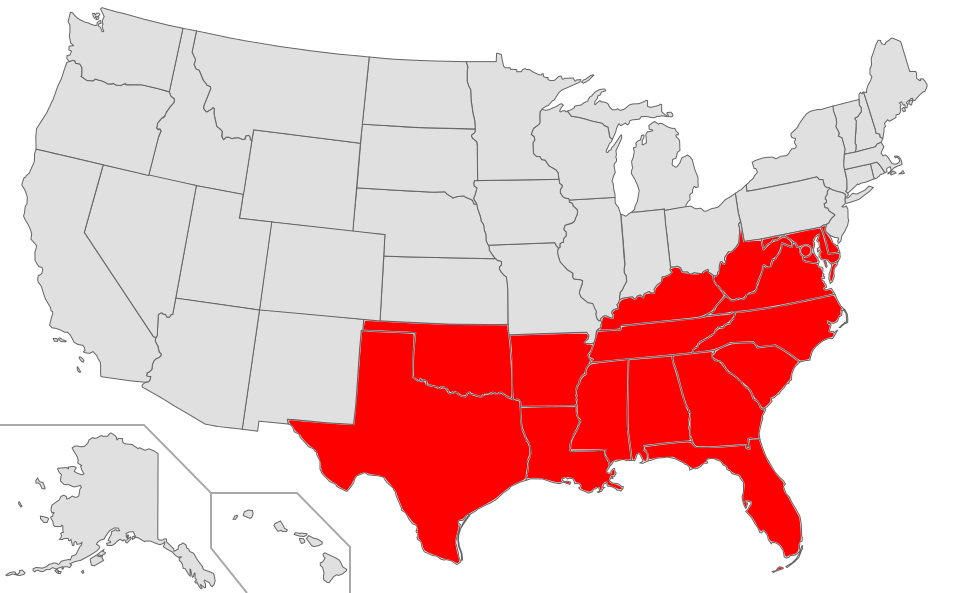
Southern United States

- アラバマ州の大学一覧
- アーカンソー州の大学一覧
- デラウェア州の大学一覧
- フロリダ州の大学一覧
- ジョージア州の大学一覧
- ケンタッキー州の大学一覧
- ルイジアナ州の大学一覧
- メリーランド州の大学一覧
- ミシシッピ州の大学一覧
- ノースカロライナ州の大学一覧
- オクラホマ州の大学一覧
- サウスカロライナ州の大学一覧
- テネシー州の大学一覧
- テキサス州の大学一覧
- バージニア州の大学一覧
- ウェストバージニア州の大学一覧

## 西部

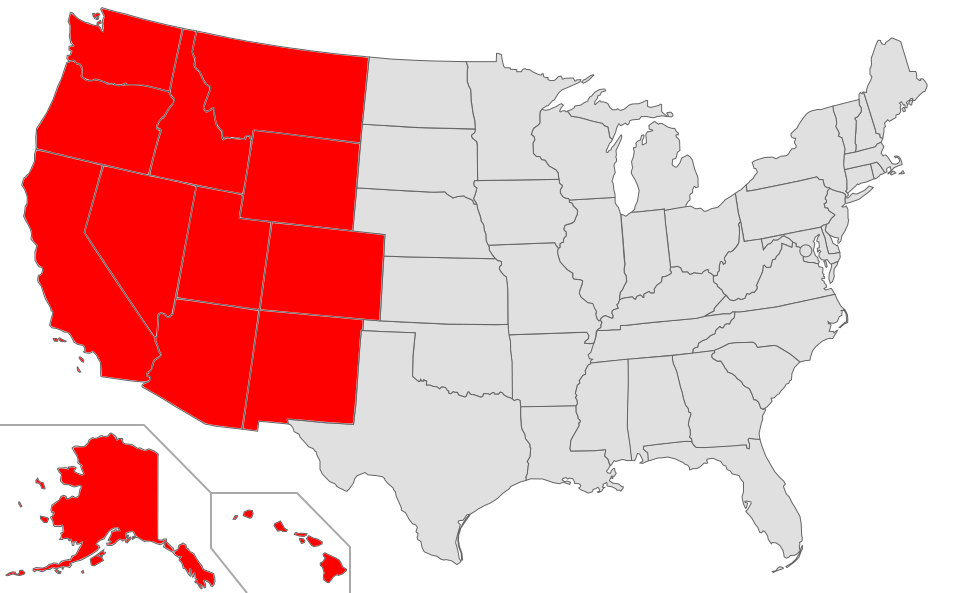
Western United States

- アラスカ州の大学一覧
- アリゾナ州の大学一覧
- カリフォルニア州の大学一覧
- コロラド州の大学一覧
- ハワイ州の大学一覧
- アイダホ州の大学一覧
- モンタナ州の大学一覧
- ネバダ州の大学一覧
- ニューメキシコ州の大学一覧
- オレゴン州の大学一覧
- ユタ州の大学一覧
- ワシントン州の大学一覧
- ワイオミング州の大学一覧

## ワシントンD.C.
- ワシントンD.C.の大学一覧

## 島嶼地域
- グアムの大学一覧
- プエルトリコの大学一覧
- アメリカ領ヴァージン諸島の大学一覧

## アメリカ合衆国外
- アメリカン・カレッジ・オブ・テサロニキ
- アメリカン・カレッジ・オブ・ギリシア
- アメリカンインターコンチネンタル大学
- ボスニア・ヘルツェゴビナ・アメリカン大学
- ブルガリア・アメリカン大学
- カイロ・アメリカン大学
- ドバイ・アメリカン大学
- アンティグア・アメリカン大学
- アルメニア・アメリカン大学
- ベイルート・アメリカン大学
- パリ・アメリカン大学
- ローマ・アメリカン大学
- シャルジャアメリカン大学
- ナイジェリア・アメリカン大学
- 中央ヨーロッパ大学
- フランクリン大学スイス校
- ジルネ・アメリカン大学
- ジョージ・メイソン大学（仁川キャンパス）
- ギリシャ・アメリカン大学
- ハルト・インターナショナル・ビジネススクール
- ジョン・キャボット大学
- キーン大学（温州キャンパス）
- キーザー大学（中南米キャンパス）
- レイクランド大学（日本キャンパス）
- レバノン・アメリカン大学
- マクダニエル大学ブダペスト校
- ニューヨーク大学（アブダビキャンパス）
- ニューヨーク大学（ブエノスアイレスキャンパス）
- ニューヨーク大学（フィレンツェキャンパス）
- リッチモンド・アメリカン・インターナショナル・ユニバーシティ・イン・ロンドン
- コソボ・アメリカン大学
- ロチェスター工科大学（ドバイキャンパス）
- セントルイス大学（マドリッドキャンパス）
- シラー国際大学
- セント・ジョンズ大学（イタリアキャンパス）
- セント・ジョンズ大学（パリキャンパス）
- ストーニーブルック大学（韓国キャンパス）
- テンプル大学（ローマキャンパス）
- テンプル大学（日本キャンパス）
- メリーランド大学グローバルキャンパス
- ユタ大学（仁川キャンパス）
- ウェブスター大学ジュネーブ校（ジュネーブキャンパス）
- アメリカ国際大学